# Kapverdische Inseln
Die Kapverdischen Inseln, auch kurz Kapverden genannt, sind eine Inselgruppe im Atlantischen Ozean. Sie liegen etwa 570 Kilometer vor der afrikanischen Westküste und sind ein Teil von Makaronesien. Seit 1975 bildet das Gebiet der Inseln die unabhängige Inselrepublik Kap Verde.

## Geografie
Die Kapverdischen Inseln werden folgendermaßen unterteilt:
|  | Nordgruppe: Ilhas de Barlavento (Inseln im Luv) |
|  | Südgruppe: Ilhas de Sotavento (Inseln im Lee)   |

| Insel           | Bevölkerung | %       | Fläche in km² | Bevölkerungsdichte | Zuordnung           |
| --------------- | ----------- | ------- | ------------- | ------------------ | ------------------- |
| Boa Vista       | 004.209     | 001,0 % | 620           | 006,8              | Ilhas de Barlavento |
| Ilhéu Branco    | –           | –       | 3             | –                  | Ilhas de Barlavento |
| Ilhéu Raso      | –           | –       | 7             | –                  | Ilhas de Barlavento |
| Sal             | 014.816     | 003,4 % | 216           | 068,6              | Ilhas de Barlavento |
| Santa Luzia     | –           | –       | 34            | –                  | Ilhas de Barlavento |
| Santo Antão     | 047.124     | 010,8 % | 779           | 060,5              | Ilhas de Barlavento |
| São Nicolau     | 013.661     | 003,1 % | 388           | 033,2              | Ilhas de Barlavento |
| São Vicente     | 067.163     | 015,5 % | 227           | 295,9              | Ilhas de Barlavento |
| Maio            | 006.754     | 001,6 % | 269           | 025,1              | Ilhas de Sotavento  |
| Santiago        | 236.717     | 054,5 % | 991           | 238,9              | Ilhas de Sotavento  |
| Fogo            | 037.421     | 008,6 % | 476           | 078,6              | Ilhas de Sotavento  |
| Brava           | 006.804     | 001,6 % | 67            | 106,3              | Ilhas de Sotavento  |
| Ilhéus do Rombo | –           | –       | 5             | –                  | Ilhas de Sotavento  |
| Kap Verde       | 434.669     | 100 %   | 4082          | 116,8              |                     |

Die zusammen etwa 15 Inseln zählende Gruppe liegt auf der Afrikanischen Platte, ist vulkanischen Ursprungs und wurde 1456 von portugiesischen Seefahrern entdeckt. Neun der Inseln sind heute bewohnt – auf der Insel Santiago in der Südgruppe der Kapverdischen Inseln liegt Praia, die Hauptstadt der Republik Kap Verde.
Die im Südwesten gelegenen Inseln sind jüngeren Ursprungs und hochgebirgig, mit dem 2829 Meter hohen Pico do Fogo als höchster Erhebung. Hier dauern die vulkanischen Aktivitäten an. Die im Norden und Osten gelegenen Inseln sind weit älter und bis auf einige felsige Erhebungen abgetragen. Inseln wie Sal, Boavista und Maio weisen Sandstrände aus angewehtem Saharasand auf, auf den unbewohnten Inseln wie der Ilhéu Raso und der Ilhéu Branco fallen die Küsten als zum Teil sehr steile Klippen zum Meer ab. Nur 10 %  der Landfläche sind Ackerland, 6 % Weideland.

## Klima
Die Kapverdischen Inseln gehören klimatologisch zur Sahelzone, einer Savannenlandschaft, und zeichnen sich durch ein warmes, ozeanisch geprägtes Klima mit geringen Temperaturunterschieden zwischen Sommer und Winter aus. Die Niederschlagsmenge ist ganzjährig gering, eine kurze Regenzeit gibt es zwischen August und Oktober – doch auch in diesen Monaten werden selten mehr als zwei bis drei Regentage pro Monat verzeichnet. Auch die Temperaturunterschiede zwischen Tag und Nacht sind gering und betragen selten mehr als fünf Grad Celsius.
Es kam immer wieder zu Dürrekatastrophen auf dem Archipel, so in den Jahren 1773–76, 1863–66, 1903–04 und Ende der 1960er Jahre.
|                       | Jan | Feb | Mär | Apr | Mai | Jun | Jul | Aug | Sep | Okt | Nov | Dez |   |      |
| Mittl. Tagesmax. (°C) | 23  | 24  | 24  | 25  | 25  | 26  | 27  | 28  | 28  | 29  | 28  | 26  | ⌀ | 26,1 |
| Mittl. Tagesmin. (°C) | 19  | 19  | 19  | 19  | 20  | 21  | 22  | 23  | 24  | 23  | 22  | 20  | ⌀ | 20,9 |
|                       |     |     |     |     |     |     |     |     |     |     |     |     |   |      |
| Sonnenstunden (h/d)   | 6   | 6   | 7   | 7   | 7   | 6   | 5   | 5   | 6   | 7   | 6   | 5   | ⌀ | 6,1  |
|                       |     |     |     |     |     |     |     |     |     |     |     |     |   |      |
| Regentage (d)         | 1   | 0   | 0   | 0   | 0   | 2   | 3   | 3   | 6   | 5   | 1   | 0   | Σ | 21   |
|                       |     |     |     |     |     |     |     |     |     |     |     |     |   |      |
| Wassertemperatur (°C) | 24  | 23  | 23  | 23  | 23  | 23  | 24  | 25  | 26  | 26  | 25  | 24  | ⌀ | 24,1 |

| 19 |

| 19 |

| 19 |

| 19 |

| 20 |

| 21 |

| 22 |

| 23 |

| 24 |

| 23 |

| 22 |

| 20 |

| 19 |

| 19 |

| 19 |

| 19 |

| 20 |

| 21 |

| 22 |

| 23 |

| 24 |

| 23 |

| 22 |

| 20 |

## Flora und Fauna
Das trockene Klima der Kapverdischen Inseln bedingt eine wenig artenreiche, halbwüstenähnliche Vegetation. Die nördlichen und westlichen Inseln sind teilweise mit Grasfluren bedeckt, vor allem auf den Nordosthängen, die dem Passatwind ausgesetzt sind. Auf den südlichen Inseln lassen sich zum Teil auch Mangroven-Sümpfe finden; zudem sind einige Palmen-Arten auf den Kapverden heimisch, die an die große Trockenheit angepasst sind.
Nur wenige Tierarten sind auf den Kapverdischen Inseln heimisch, darunter vor allem Seevögel wie der Kapverden-Sturmtaucher (Calonectris edwardsii), der Kapverden-Sturmvogel, der Rotschnabel-Tropikvogel und der sehr seltene Prachtfregattvogel. Zahlreiche Seevögel nutzen die Klippen der Insel als Nistplätze. Die Rasolerche (Alauda razae) ist auf der nur 7 km² großen Ilhéu Raso endemisch und zählt daher zu den Vögeln mit den kleinsten Verbreitungsgebieten. Der Bestand wurde 2001 auf 130 Vögel geschätzt. Endemisch ist auch der Kapverdensperling. Graukopfliest und Purpurreiher besiedeln Feuchtgebiete. 
Unter den Säugetieren sind nur die Fledermäuse ursprünglich auf den Inseln beheimatet (Weißrandfledermaus). Zudem bevölkern einige Reptilien wie Geckos und Skinke die Kapverden, darunter Tarentola gigas, der Kapverdische Riesengecko und der Skink Mabuya stangeri. Die Ilhéu Raso und die Ilhéu Branco waren bis zum Beginn des 20. Jahrhunderts der einzige Lebensraum des Kapverdischen Riesenskinks; diese Echsenart gilt mittlerweile als ausgestorben. Die Braune Witwe ist eine (leicht giftige) von etwa 80 auf den Inseln vertretenen Spinnenarten.
Artenreicher als an Land sind Flora und Fauna unter Wasser. Von März bis Mai durchkreuzen Buckelwale den Atlantik vor den Kapverdischen Inseln, von Juli bis November können Manta-Rochen und Walhaie gesichtet werden. Ganzjährig leben Haie in und um Korallenriffe. Das Meer rund um die Kapverdischen Inseln ist noch nicht überfischt, sodass die Riffe zahlreiche Fische, Langusten, Mollusken und andere Meereslebewesen beheimaten. Von Juli bis Oktober gehen zudem Meeresschildkröten auf der Insel Boa Vista an Land, um hier ihre Eier abzulegen. An den Stränden taucht ab und zu auch die Portugiesische Galeere auf.

## Tourismus
Die Kapverdischen Inseln sind bisher noch kein Ziel für den Massentourismus geworden. Touristische Anziehungspunkte sind vor allem die Inseln Sal, die mit warmem Salzwasser gefüllte Salinen zu bieten hat, Santiago mit der Hauptstadt Praia sowie Boavista, wo sich ein wesentlicher Teil des Nachtlebens abspielt. Beliebt sind die Kapverdischen Inseln vor allem bei Tauchern, die den Archipel wegen der artenreichen Unterwasserlandschaft besuchen. Für den Massentourismus mangelt es vor allem an einer zuverlässigen Infrastruktur und zuverlässigen Flug- und Fährverbindungen zwischen den neun bewohnten Inseln.

## Sehenswürdigkeiten
- Salinen auf der Insel Sal
- Vulkankrater Pedra de Lume auf der Insel Sal
- Boavista, neben Sal das touristische Zentrum der Kapverdischen Inseln
- Von Juli bis Oktober: Meeresschildkröten auf der Insel Boa Vista
- Praia, die Hauptstadt des Inselstaats Kap Verde auf der größten Insel Santiago
- Ribeira Grande de Santiago (ehem. „Cidade Velha“), ehem. Hauptstadt auf der Insel Santiago
- Pico do Fogo (aktiver Vulkan, letzter Ausbruch 2014) auf der Insel Fogo
- Passhöhe beim Cova-Krater (ca. 1400 m Höhe auf der alten Straße von Porto Novo nach Ribeira Grande) auf der Insel Santo Antão[9]
- Mindelo als Kulturzentrum des Inselstaats und zweitgrößte Stadt des Landes auf der Insel São Vicente